# Jérôme Becker
Jérôme Becker (Kalmthout, 23 de agosto de 1850 - Amberes, 30 de marzo de 1912) fue un militar y explorador belga. 

## Biografía
Fue hijo de Guillaume Becker, agente de aduanas, y de Anne-Marie Anthonissen. Ingresó en el ejército belga.
En junio de 1880, partió para su primera misión al Congo, en nombre de la Asociación Africana Internacional. Para ello, fue asignado administrativamente al Instituto Cartográfico Militar, un procedimiento habitual para los oficiales belgas destinados en el Congo. 
Desde Zanzíbar, viajó por el este de África entre julio de 1880 y febrero de 1883. Se estableció en las ciudades de Tabora y Karema, a orillas del lago Tanganica, en lo que sería luego el África Oriental Alemana. Mantuvo relaciones cordiales con esclavistas árabes de la región, como Tippu Tip, con el objetivo de que estos permitieran el paso de las caravanas comerciales europeas. 
De noviembre de 1883 a mayo de 1885, Becker participó en una segunda expedición desde Zanzíbar al lago Tanganica. La expedición fracasó debido a la oposición del sultán de Zanzíbar, a la falta de porteadores disponibles y a que Becker enfermó gravemente. En mayo de 1885 regresó a Bélgica. 
En octubre de 1888, realizó un tercer viaje a África, esta vez en representación del Estado Libre del Congo. Desembarcó en la costa oeste del Congo con el rango de capitán y el título de comisionado de distrito.  En 1890, Becker, al observar el deterioro de las relaciones entre el Estado Libre del Congo y los traficantes árabes de esclavos, decidió abandonar el ejército y el servicio al Estado Libre del Congo, regresando a Europa a finales de junio de ese mismo año.  
Posteriormente vivió en Madagascar, en 1897 en Santo Domingo y en 1900 participó en una misión comercial a Costa de Marfil. En 1903, fue nombrado inspector de explosivos del Ministerio de Industria y Trabajo de Bélgica.

## Obras
- La troisième expédition Belge au pays noir [La tercera expedición belga al país negro] (1883).
- La vie en Afrique ou Trois ans dans l'Afrique centrale [Vida en África o Tres años en África Central] (1887)